# Bussière-Dunoise
Pour les articles homonymes, voir Bussière.
Bussière-Dunoise est une commune française située dans le département de la Creuse en région Nouvelle-Aquitaine.

## Géographie
Les hameaux de Bussière-Dunoise:
Balsac, Beauvais, Le Bouchaud, Cessac, Les Chaises, Les Champeaux, Châtenet, Le Cherbetoux, Chez-la-Forge, Le Chezeau, La Chezotte, Cornissat, Les Couperies-Basses, Les Couperies-Hautes, La Cour, Les Cubes, Drouillat, L'Echorgnat, La Faye, Fontfroide, Fougeras, Le Frais, Fressigne, Les Gouttes, Grand-Bord, Les Granges, Jalletat, La Jaugée, Langledure, Linard, La Mauvy, La Mesure, Monneger, Le Mont, Neuville, Le Moulin Linard, Orfeuille, La Perche, Petit-Bord, Peurousseau, Le Peux, Puy-Jean, Le Rioux, Rissat, Siauve, la Size, Les Ternes, Vennes, La Vergne.
La Brézentine prend sa source sur le territoire de Bussière-Dunoise.
| Saint-Sulpice-le-Dunois |                  | La Celle-Dunoise           |
| Naillat                 | Bussière-Dunoise | Anzême                     |
| Fleurat                 | Saint-Vaury      | Saint-Sulpice-le-Guérétois |

### Climat
Pour des articles plus généraux, voir Climat de la Nouvelle-Aquitaine et Climat de la Creuse.
Historiquement, la commune est dans une zone de transition entre le climat océanique limousin et le climat montagnard.  
En 2020, Météo-France publie une typologie des climats de la France métropolitaine dans laquelle la commune est exposée à un climat de montagne et est dans la région climatique  Ouest et nord-ouest du Massif Central, caractérisée par une pluviométrie annuelle de 900 à 1 500 mm, maximale en automne et en hiver.
Pour la période 1971-2000, la température annuelle moyenne est de 10,3 °C, avec  une amplitude thermique annuelle de 15,1 °C. Le cumul annuel moyen de précipitations est de 1 002 mm, avec 12,9 jours de précipitations en janvier et 8 jours en juillet. Pour la période 1991-2020, la température moyenne annuelle observée sur la station météorologique la plus proche, située sur la commune de Dun-le-Palestel à 9,02 km à vol d'oiseau, est de 0,0 °C et le cumul annuel moyen de précipitations est de 0,0 mm,. Pour l'avenir, les paramètres climatiques de la commune estimés pour 2050 selon différents scénarios d’émission de gaz à effet de serre sont consultables sur un site dédié publié par Météo-France en novembre 2022.

## Urbanisme

### Typologie
Au 1er janvier 2024, Bussière-Dunoise est catégorisée commune rurale à habitat très dispersé, selon la nouvelle grille communale de densité à 7 niveaux définie par l'Insee en 2022.
Elle est située hors unité urbaine. Par ailleurs la commune fait partie de l'aire d'attraction de Guéret, dont elle est une commune de la couronne,. Cette aire, qui regroupe 72 communes, est catégorisée dans les aires de moins de 50 000 habitants,.

### Occupation des sols
L'occupation des sols de la commune, telle qu'elle ressort de la base de données européenne d’occupation biophysique des sols Corine Land Cover (CLC), est marquée par l'importance des territoires agricoles (70,8 % en 2018), en augmentation par rapport à 1990 (68,1 %). La répartition détaillée en 2018 est la suivante : 
zones agricoles hétérogènes (42,2 %), prairies (28,6 %), forêts (27,9 %), zones urbanisées (1,1 %), milieux à végétation arbustive et/ou herbacée (0,2 %). L'évolution de l’occupation des sols de la commune et de ses infrastructures peut être observée sur les différentes représentations cartographiques du territoire : la carte de Cassini (XVIIIe siècle), la carte d'état-major (1820-1866) et les cartes ou photos aériennes de l'IGN pour la période actuelle (1950 à aujourd'hui).

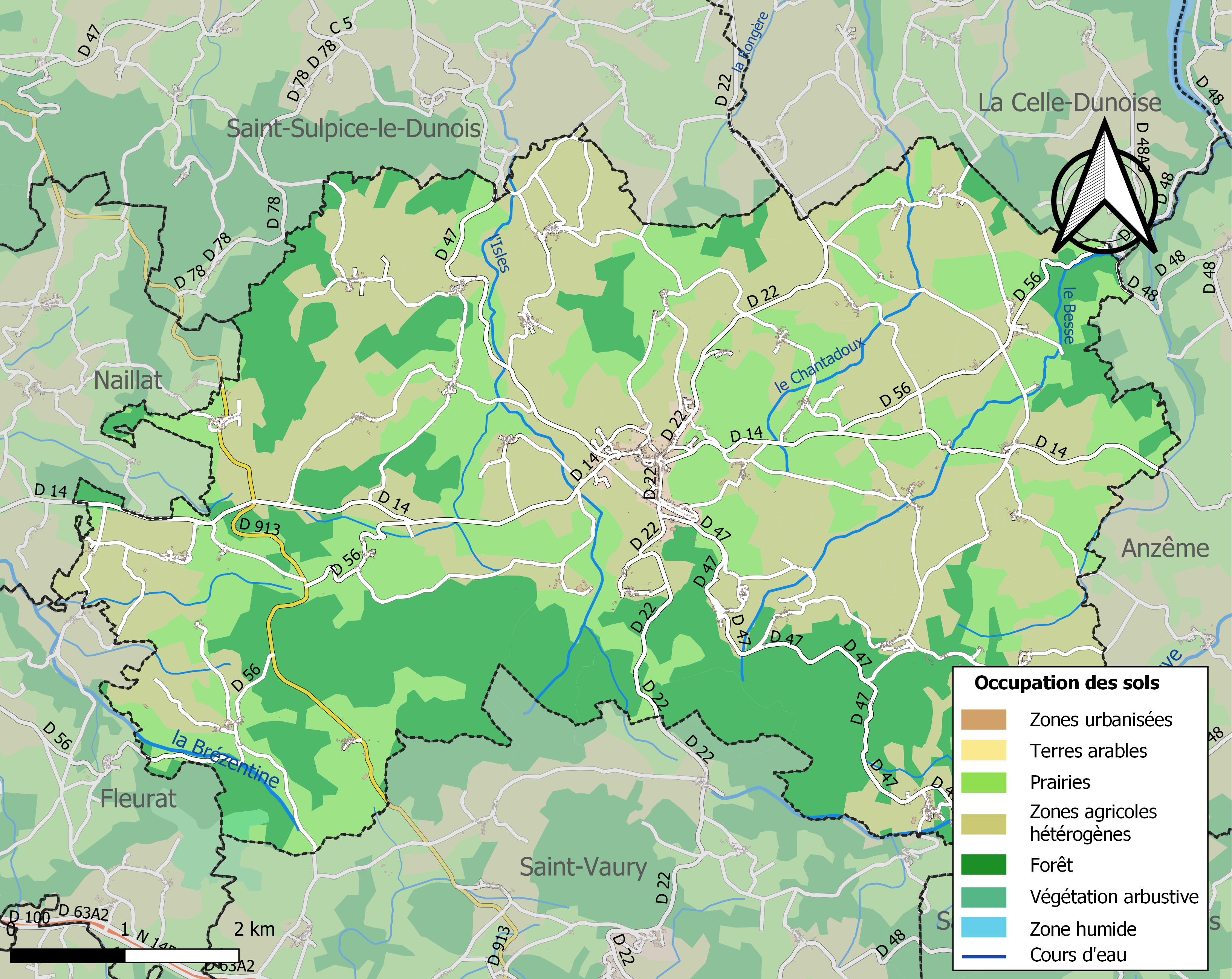
Carte des infrastructures et de l'occupation des sols de la commune en 2018 (CLC).

### Risques majeurs
Le territoire de la commune de Bussière-Dunoise est vulnérable à différents aléas naturels : météorologiques (tempête, orage, neige, grand froid, canicule ou sécheresse) et séisme (sismicité faible). Il est également exposé à un risque particulier : le risque de radon. Un site publié par le BRGM permet d'évaluer simplement et rapidement les risques d'un bien localisé soit par son adresse soit par le numéro de sa parcelle.

#### Risques naturels

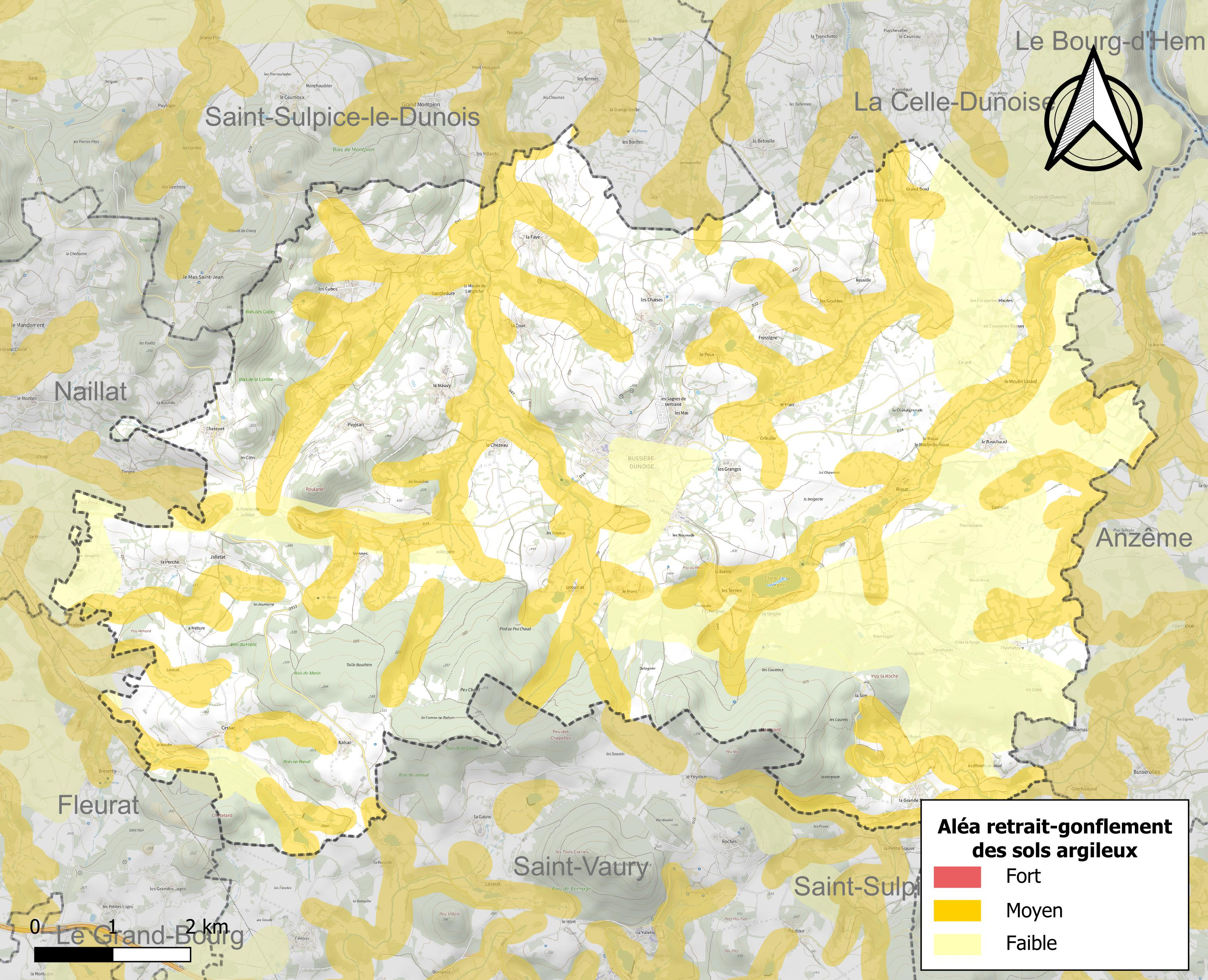
Carte des zones d'aléa retrait-gonflement des sols argileux de Bussière-Dunoise.

Le retrait-gonflement des sols argileux est susceptible d'engendrer des dommages importants aux bâtiments en cas d’alternance de périodes de sécheresse et de pluie. 33,3 % de la superficie communale est en aléa moyen ou fort (33,6 % au niveau départemental et 48,5 % au niveau national). Sur les 864 bâtiments dénombrés sur la commune en 2019, 212 sont en aléa moyen ou fort, soit 25 %, à comparer aux 25 % au niveau départemental et 54 % au niveau national. Une cartographie de l'exposition du territoire national au retrait gonflement des sols argileux est disponible sur le site du BRGM,.
Par ailleurs, afin de mieux appréhender le risque d’affaissement de terrain, l'inventaire national des cavités souterraines permet de localiser celles situées sur la commune.
La commune a été reconnue en état de catastrophe naturelle au titre des dommages causés par les inondations et coulées de boue survenues en 1982 et 1999. Concernant les mouvements de terrains, la commune a été reconnue en état de catastrophe naturelle au titre des dommages causés par des mouvements de terrain en 1999.

#### Risque particulier
Dans plusieurs parties du territoire national, le radon, accumulé dans certains logements ou autres locaux, peut constituer une source significative d’exposition de la population aux rayonnements ionisants. Certaines communes du département sont concernées par le risque radon à un niveau plus ou moins élevé. Selon la classification de 2018, la commune de Bussière-Dunoise est classée en zone 3, à savoir zone à potentiel radon significatif.

#### Transports en commun
- Réseau TransCreuse

## Toponymie
Bussière de Dun en marchois, dialecte du Croissant.

## Politique et administration

### Liste des maires

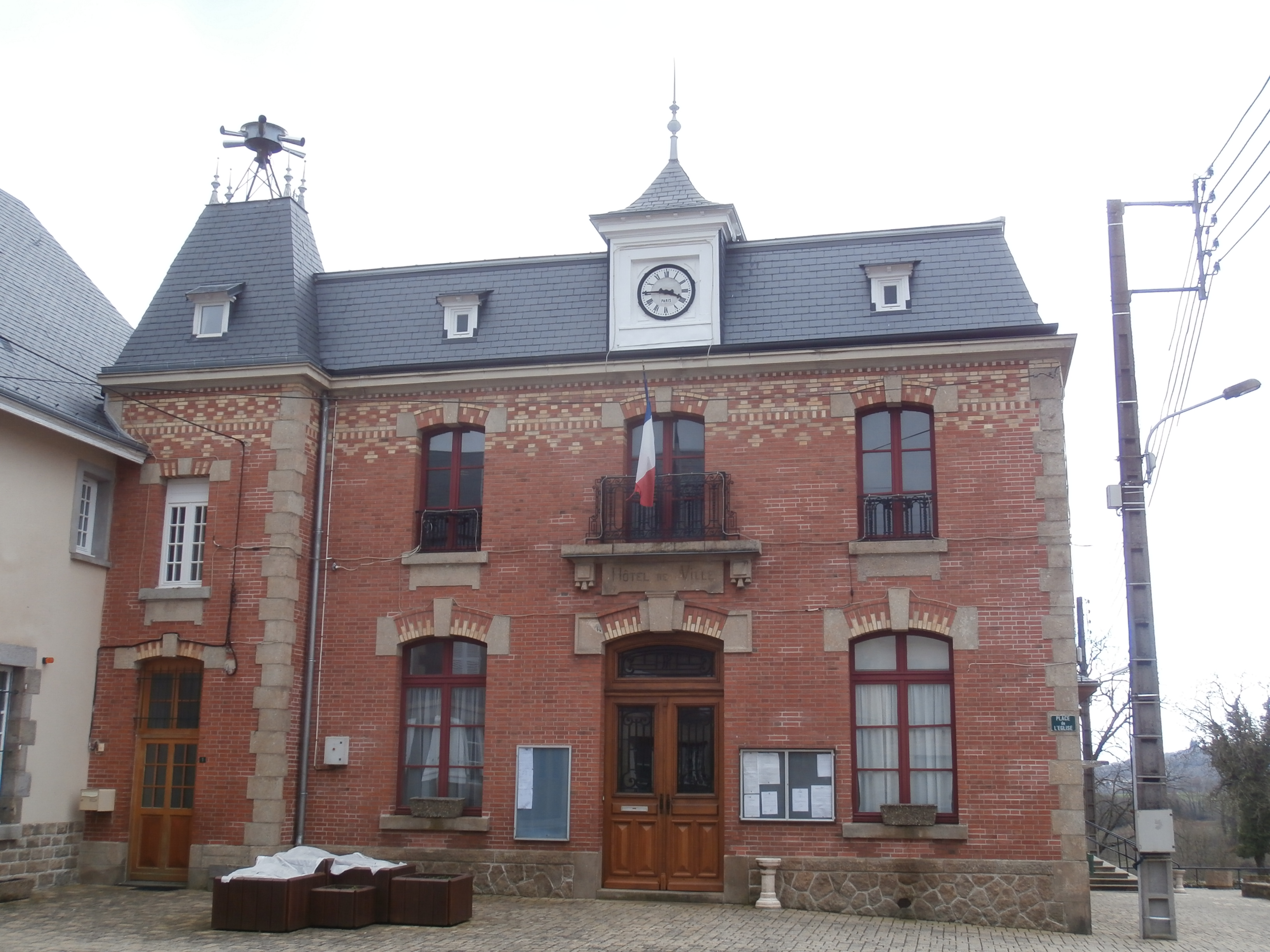
Mairie de la commune.

| Liste des maires successifs |                             |                         |            |                            |
| Période                     | Période                     | Identité                | Etiquette  | Qualité                    |
| 1790                        | 1793                        | Joseph Nichon           |            |                            |
| 1793                        |                             | Louis Rousseau          |            |                            |
| 1799                        |                             | Leonard Peyroux         |            | Chirurgien                 |
| 1800                        | 1803                        | Jean Baptiste Polier    |            | Cabarétier                 |
| 1804                        | 1814                        | Louis Defressigne       |            | Notaire                    |
| 1815                        | 1834                        | Joseph Nichon           |            |                            |
| 1834                        | 1884                        | J.B Leonard Defressigne |            |                            |
| 1884                        | 1896                        | J.B Leonard Doreau      |            | Notaire                    |
| 1896                        | 1928                        | Louis Caillaud          |            | Pharmacien                 |
| 1929                        | 1930                        | Louis Marot             | Adj. 33ans | Cultivateur                |
| 1930                        | 1944                        | Paul Chaumanet          |            |                            |
| 1944                        | 1945                        | Comité de libération    |            |                            |
| 1945                        | 1959                        | Camille Durand          |            | Charpentier                |
| 1959                        | 1971                        | Pierre Guilbaud         |            | Maréchal et commerçant     |
| 1971                        | 2001                        | Raymond Lavaud          |            | Docteur en médecine        |
| Mars 2001                   | 2008                        | Georges Aupetit         | DVD        |                            |
| Mars 2008                   | Octobre 2016                | Jean-Pierre Grimaud     | PS         | Retraité Fonction publique |
| Octobre 2016                | En cours ( au 17 juin 2025) | Christophe Lavaud       | PS         |                            |

## Démographie
L'évolution du nombre d'habitants est connue à travers les recensements de la population effectués dans la commune depuis 1793. Pour les communes de moins de 10 000 habitants, une enquête de recensement portant sur toute la population est réalisée tous les cinq ans, les populations de référence des années intermédiaires étant quant à elles estimées par interpolation ou extrapolation. Pour la commune, le premier recensement exhaustif entrant dans le cadre du nouveau dispositif a été réalisé en 2006.

En 2022, la commune comptait 1 045 habitants, en évolution de +0,38 % par rapport à 2016 (Creuse : −3,32 %, France hors Mayotte : +2,11 %).
| 1793  | 1800  | 1806  | 1821  | 1831  | 1836  | 1841  | 1846  | 1851  |
| ----- | ----- | ----- | ----- | ----- | ----- | ----- | ----- | ----- |
| 2 192 | 2 138 | 2 014 | 2 556 | 2 811 | 2 930 | 2 830 | 2 876 | 3 034 |

| 1856  | 1861  | 1866  | 1872  | 1876  | 1881  | 1886  | 1891  | 1896  |
| ----- | ----- | ----- | ----- | ----- | ----- | ----- | ----- | ----- |
| 2 910 | 2 906 | 2 869 | 2 767 | 2 763 | 2 781 | 2 942 | 2 926 | 2 824 |

| 1901  | 1906  | 1911  | 1921  | 1926  | 1931  | 1936  | 1946  | 1954  |
| ----- | ----- | ----- | ----- | ----- | ----- | ----- | ----- | ----- |
| 2 835 | 2 781 | 2 721 | 2 303 | 2 240 | 2 162 | 2 029 | 1 870 | 1 706 |

| 1962  | 1968  | 1975  | 1982  | 1990  | 1999  | 2006  | 2011  | 2016  |
| ----- | ----- | ----- | ----- | ----- | ----- | ----- | ----- | ----- |
| 1 634 | 1 470 | 1 329 | 1 247 | 1 139 | 1 098 | 1 099 | 1 057 | 1 041 |

| 2021  | 2022  | - | - | - | - | - | - | - |
| ----- | ----- | - | - | - | - | - | - | - |
| 1 040 | 1 045 | - | - | - | - | - | - | - |

## Transports

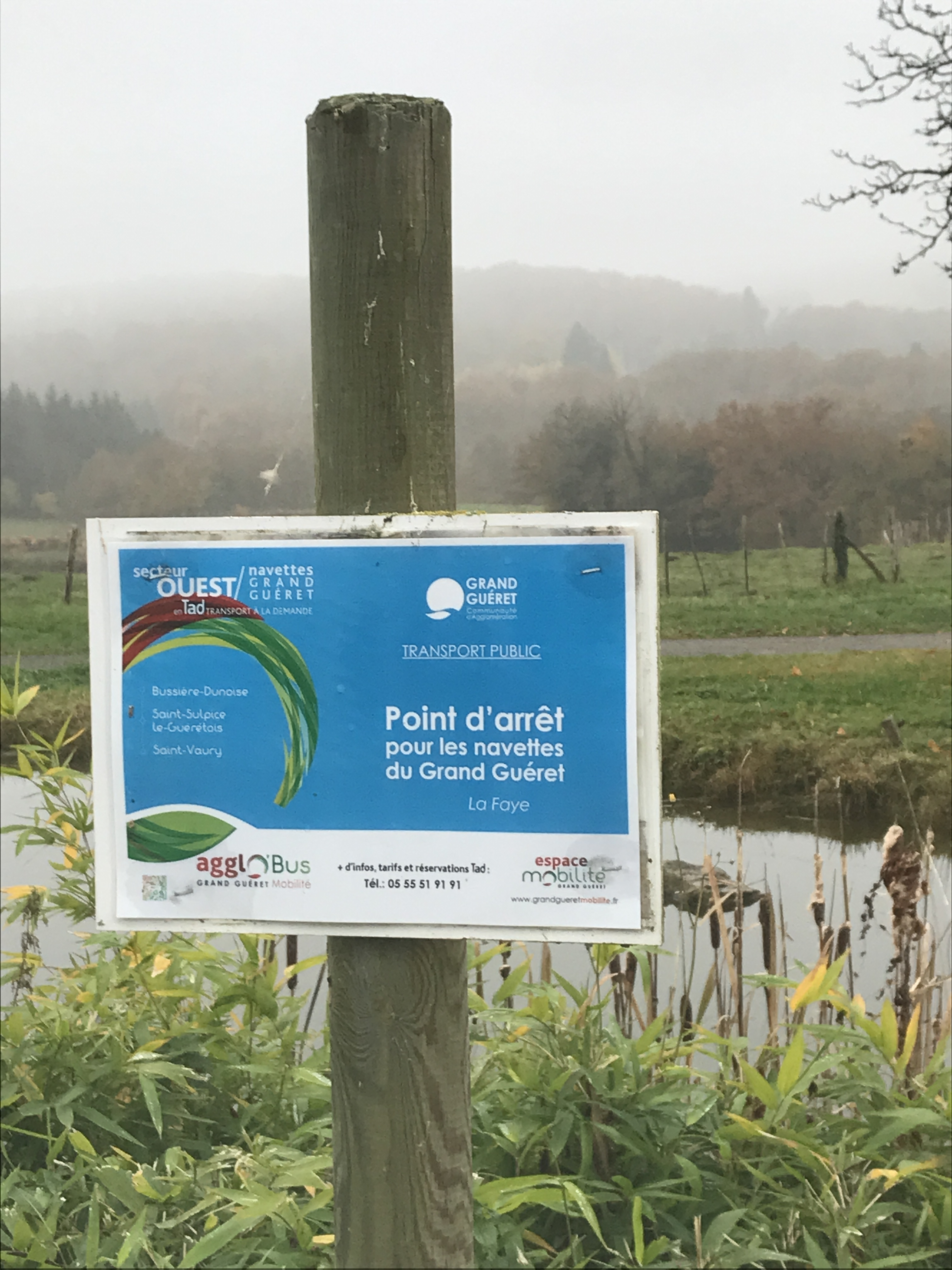
Arrêt de bus du hameau de la Faye

Bussière-Dunoise est desservie par les navettes du bassin guérétois.

## Culture locale et patrimoine

### Lieux et monuments
- L'église Saint-Symphorien. L'Église (à l'exception des parties modernes) est inscrite au titre des monuments historiques en 1969[23].
- La stèle Jules Védrines

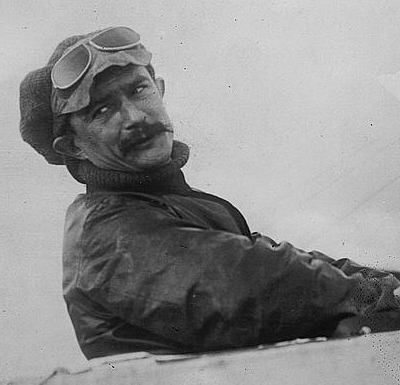
Jules Védrines

Jules Védrines est né le 21 décembre 1881 à La Plaine-Saint-Denis (aujourd'hui quartier de Saint-Denis), près de Paris. Ouvrier, puis metteur au point aux Usines Gnome (Moteur), il est aussi mécanicien du pilote-acteur britannique Robert Loraine, ce qui lui donnera, à son tour, le désir de devenir aviateur. Il passe son brevet de pilote le 7 décembre 1910 à Pau et devient ensuite un "As" de l’aviation. Védrines a été le 1er pilote à dépasser les 100 km/h et le seul à atterrir sur le toit des Galeries Lafayette à Paris, le 19 janvier 1919. Il a gagné la coupe Gordon-Bennet en Amérique, en battant le record de vitesse à 167,8 km/h, le 9 décembre 1912. Son avion était baptisé "La Vache", sûrement en référence au fait qu’il devait souvent "brouter l’herbe et les Marguerites" (ces pionniers de l’aviation ont été nommés "les Faucheurs de Marguerites"). Si Roland Garros était "l’aviateur élégant", Védrines était surnommé "le gavroche sublime", "le Parigot gouailleur ". Il s’est tué à 38 ans, le 21 avril 1919, avec son mécanicien Guillain, à Saint-Rambert-d'Albon (Drôme) lors d’un raid Paris-Rome, à bord d’un bimoteur Caudron C-23 rempli de 1 600 litres d’essence.
Jules Védrines était marié à une Bussiéroise, née Amélie Mélanie Noémie Lejeune, du Hameau dit "Le Mont", commune de Bussière-Dunoise. Il a eu de cette union quatre enfants : Jeanne, Henri, Suzanne, Emile. Henri devint député dans le département de l’Allier.
La stèle est due à l'initiative de Monsieur Lavaud, maire de Bussière-Dunoise, et de ses adjoints. Elle a été érigée a l’endroit même où Jules Védrines a atterri le 2 avril 1911 à bord de son Morane-Borel, alors qu’il participait au rallye aérien Paris-Pau, ceci en partie à cause du brouillard et en partie pour voir sa famille.
Son mécanicien et lui ont dû démonter l’avion pour le rapatrier par le train, de la gare de Bussière-Dunoise à Paris.
Créée le 20 mars 1990 d’après une étude et un dessin d’André Frémont (ancien élève de l’E.M.B. de Felletin, 1955 /1959 ), elle représente une aile du Morane et le visage stylisé et évidé de Védrines qui laisse voir, au travers, la bourgade de Bussière-Dunoise, une partie du moteur et une demi- hélice. Elle a été taillée par les élèves tailleurs de pierre de l’E.M.B. de Felletin (89/91) sous la direction de leur professeur, Monsieur Marchio, dans du granit du Compeix (Creuse). Elle a ensuite été érigée le 6 juin 1991 à l’endroit même où Védrines à atterri.
La stèle a été inaugurée le 31 octobre 1991 par Monsieur Lavaud, alors maire, ses adjoints et conseillers municipaux, et en présence de Jeanne Ballet, née Védrines, (décédée depuis, et inhumée au cimetière d'Arrènes (23) le 16 mai 1995, de sa petite fille et arrière-petite-fille, de diverses personnalités et de la presse.

#### Cartes postales anciennes

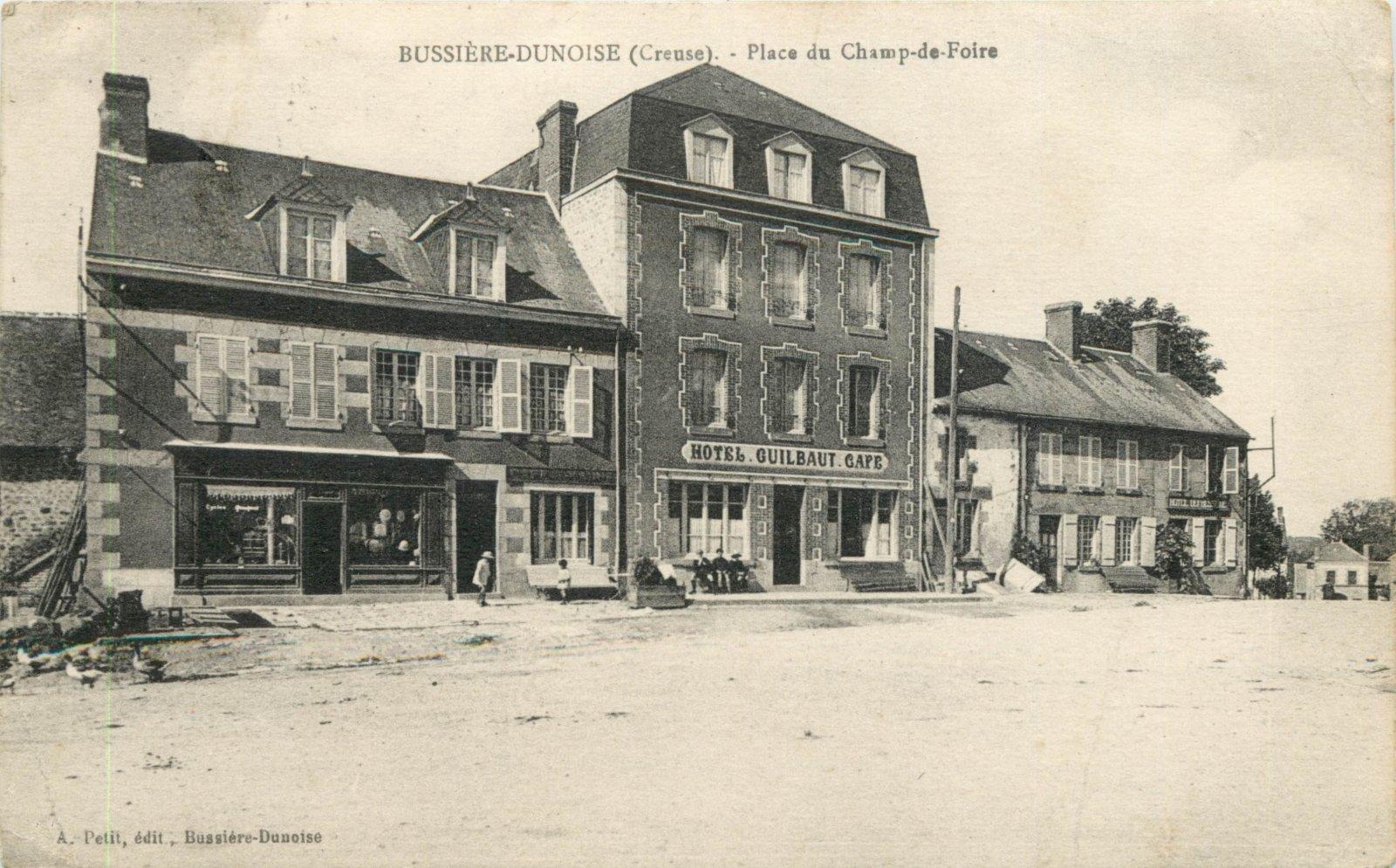
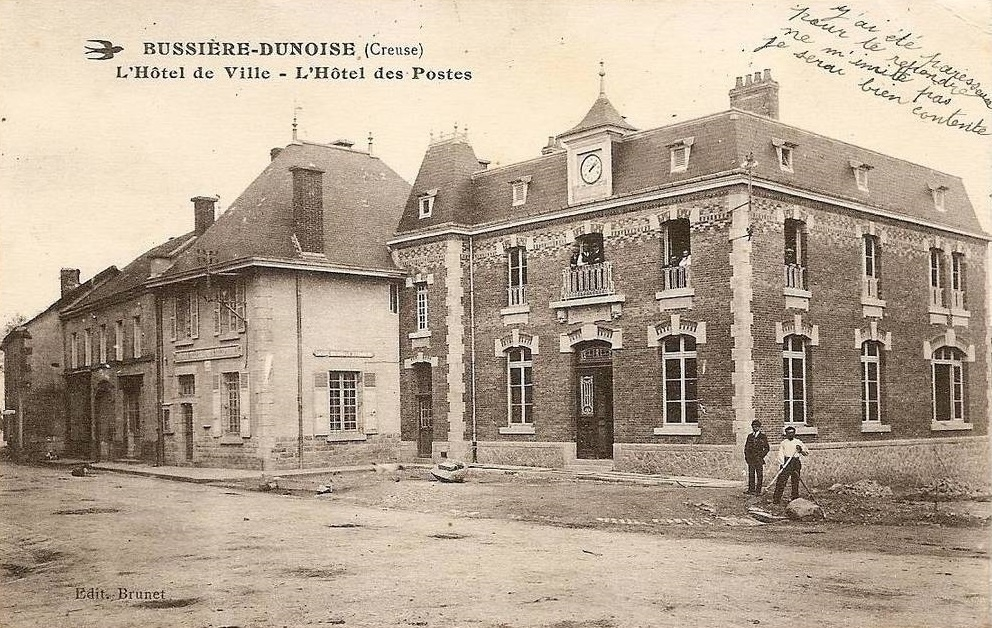
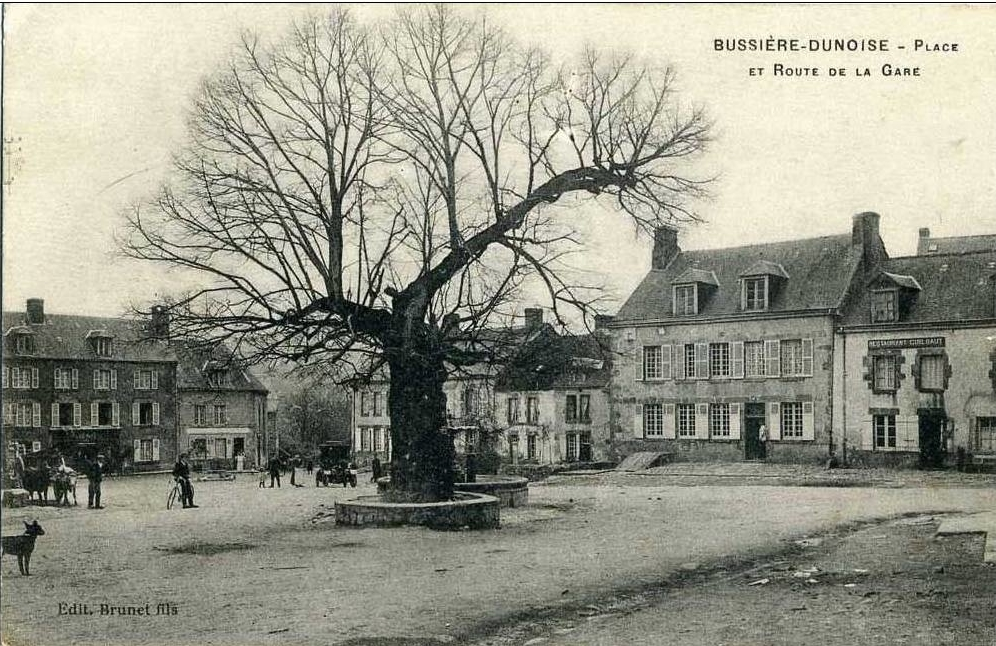
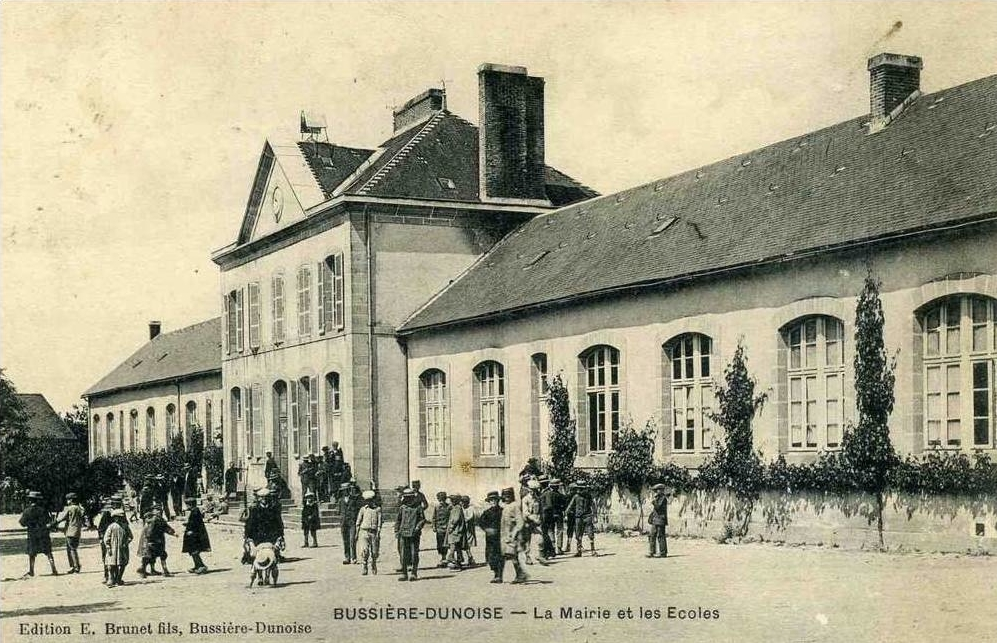
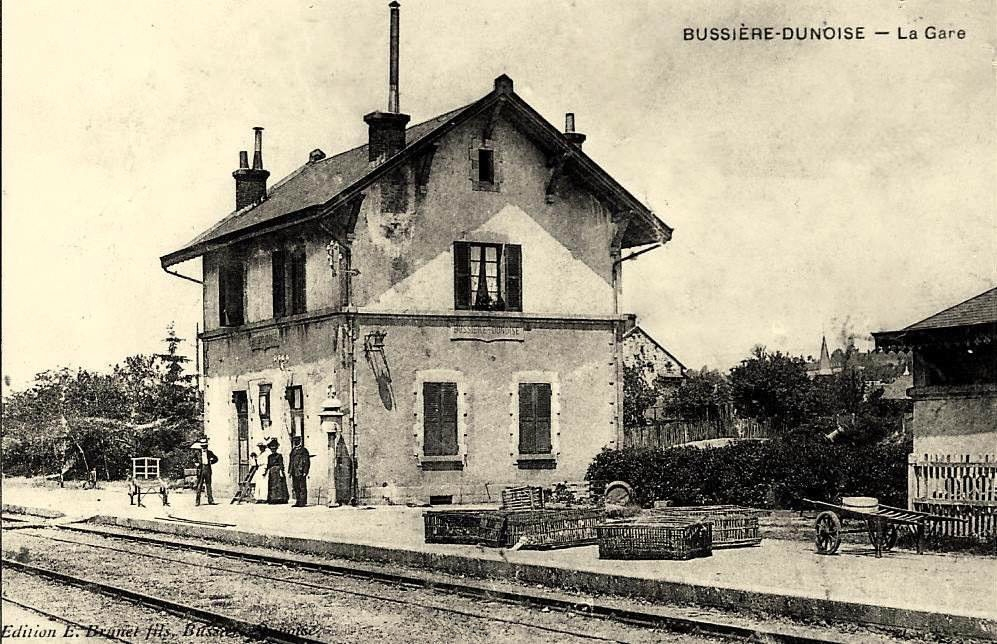
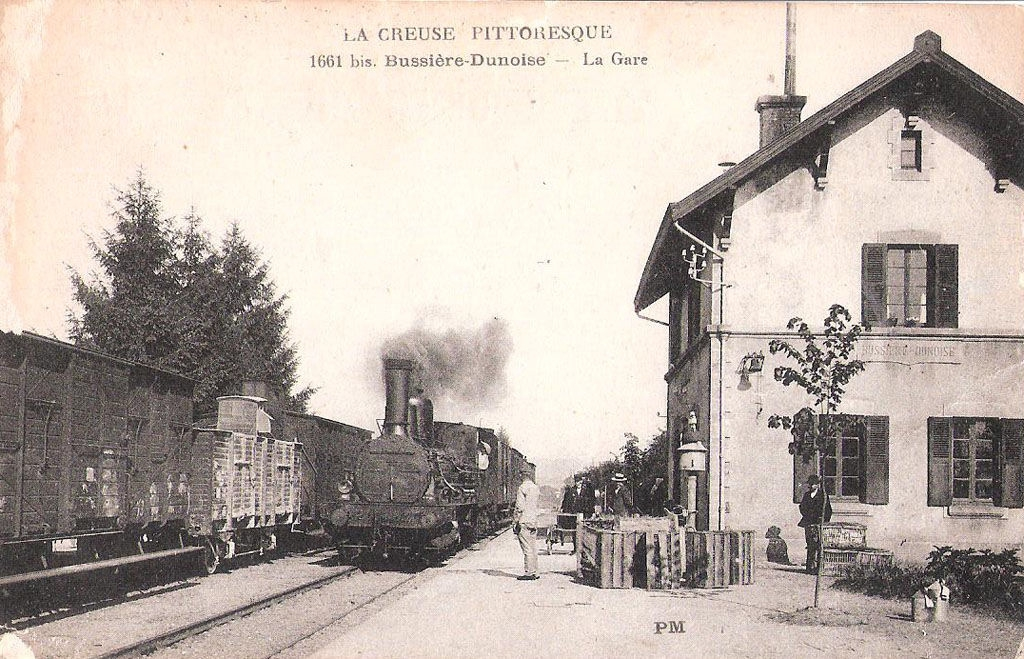

### Personnalités liées à la commune
- Louis Mandin (1872-1943), poète, résistant mort en déportation, a vécu dans sa jeunesse à Bussière-Dunoise.
- Auguste Tourtaud, homme politique français né en 1913 à Bussière-Dunoise, ancien député communiste de la Creuse (1945-1958).